# Godsheide VV
Godsheide VV is een Belgische voetbalclub uit Godsheide, een gehucht van de stad Hasselt. De club is aangesloten bij de KBVB met stamnummer 5715 en heeft paars-wit als kleuren. De club sloot begin jaren 50 aan bij de Belgische Voetbalbond en speelt al heel zijn bestaan in de provinciale reeksen. In het seizoen 2009-2010 degradeerde de club naar Derde Provinciale. Trainer Luk Verstraeten vertrok naar Spouwen-Mopertingen.